# 4559 Strauss
4559 Strauss је астероид главног астероидног појаса са средњом удаљеношћу од Сунца која износи 3,024 астрономских јединица (АЈ).
Апсолутна магнитуда астероида је 12,3.